# Molophilus (Molophilus) warroo
Molophilus (Molophilus) warroo is een tweevleugelige uit de familie steltmuggen (Limoniidae). De soort komt voor in het Australaziatisch gebied.